# Thurso
Thurso (Skotsk gaeliska: Inbhir Theòrsa) är en stad i Skottland, i regionen Highland. 
Thurso ligger på Skottlands nordkust, vid sydvästra delen av sundet Pentland Firth som skiljer Storbritannien från Orkneyöarna. Det är den nordligaste staden på brittiska huvudön och den ligger 32 km väster om John o' Groats, som är den nordligaste byn. Närmaste stad är Wick som ligger 35 km mot sydost. Närmaste större stad är Inverness, 177 km längre söderut. 
Floden Thurso rinner genom staden, och flodmynningen formar en bra hamn. Både stadens och flodens namn kommer från fornnordiska þórsá (Torså).
Vid folkräkningen 2001 hade Thurso 7 737 invånare. År 2006 uppskattades befolkningstalet till 7 440.